# لين جارفيس
لين جارفيس (بالإنجليزية: Len Jarvis)‏ (1 يناير 1884 في المملكة المتحدة - ) هو لاعب كرة قدم بريطاني (وحمل سابقاً جنسية المملكة المتحدة لبريطانيا العظمى وأيرلندا) في مركز الوسط. لعب مع نادي بوري ووست هام يونايتد.